# Katrina Jade

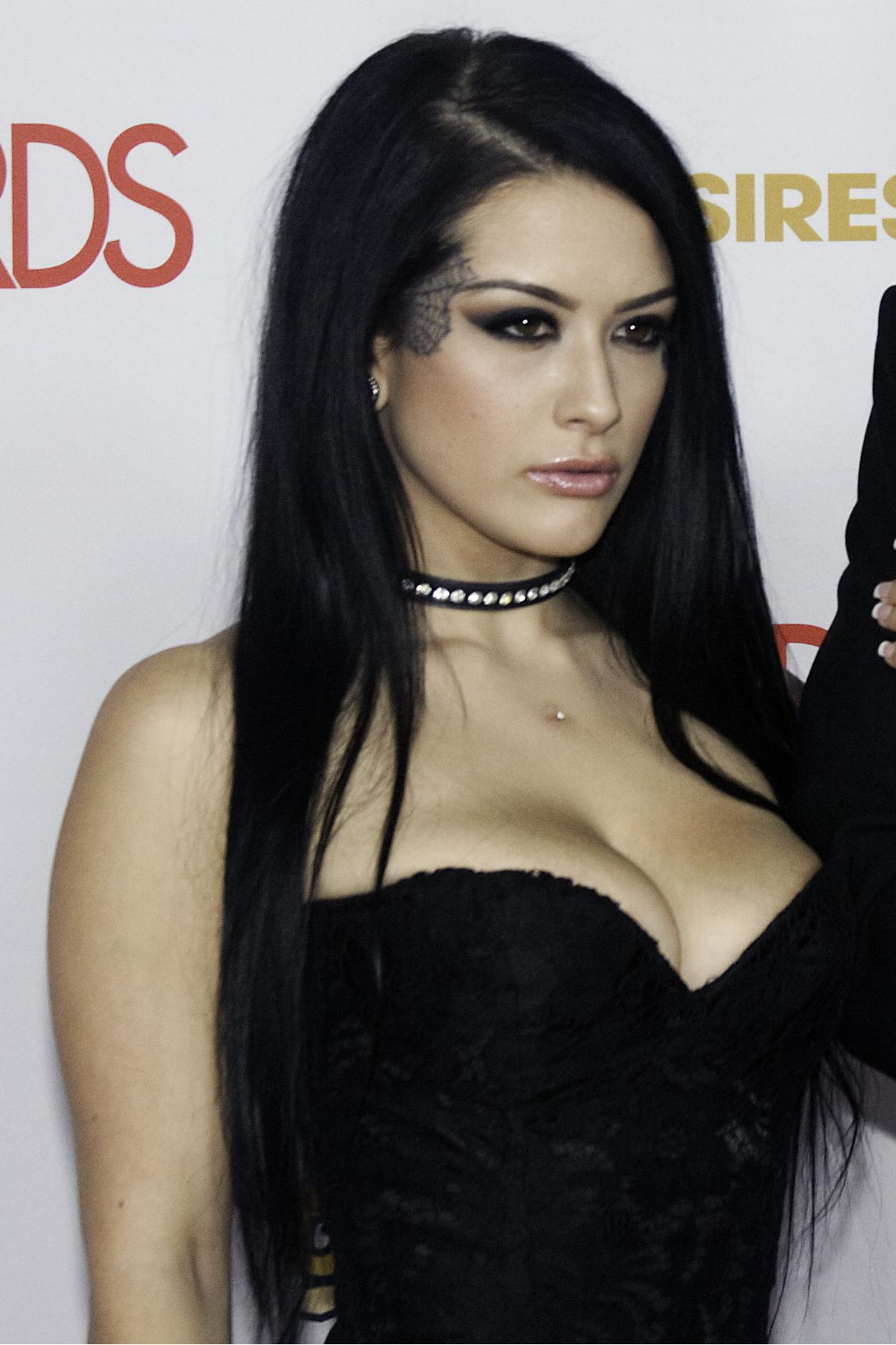
Katrina Jade bei den AVN-Awards (2016)

Katrina Jade (* 31. Oktober 1991 in Kalifornien) ist eine US-amerikanische Pornodarstellerin.

## Leben
Katrina Jade wuchs in der Nähe der Mojave-Wüste in Südkalifornien auf. Beruflich arbeitete sie zunächst als Verkäuferin und Hairstylistin in Circuit City, bevor sie zurück nach Los Angeles zog und Pornodarstellerin wurde.
Zunächst startete sie ihre Karriere auf Kink.com. Ihr Ehemann Nigel Dictator, ein Fotograf, unterstützte sie dabei und zusammen kreierten sie ihren Künstlernamen. Ihr Debüt hatte sie dort am 7. Februar 2014 in einer Folge der Lesben-Porno-Serie Whipped Ass. Seitdem hat sie Filme für die Studios Jules Jordan Video, Reality Kings, Brazzers, Digital Playground, Naughty America und Wicked Pictures gedreht. Aufgrund ihrer üppigen, natürlichen Brüste wird sie oft für Filme des Genres Brüste/Titten ausgewählt. Wegen ihrer Tätowierungen und ihrer Piercings sowie durch ihren Karrierestart bei Kink.com gilt sie auch als Fetishmodel und spielt in Alt-porn-Filmen mit. Sie dreht sowohl mit Männern als auch Frauen.
In der Pornoparodie Supergirl XXX – An Axel Braun Parody sowie auch in Justice League XXX: An Axel Braun Parody  übernahm sie die Rolle der Mercy Graves. In der Pornoparodie This Ain't Modern Family XXX spielt sie einen Swinger.
Katrina Jade wurde mehrfach für einen AVN Award nominiert, unter anderem als Weibliche Darstellerin des Jahres 2017 und 2018.

## Auszeichnungen
- 2017: Altporn Award als Fan Favorite Female Performer of the Year[6]
- 2017: AVN Award für „Best Group Sex Scene“ in Orgy Masters 8 (zusammen mit Casey Calvert, Keisha Grey, Jojo Kiss, Goldie Rush, Lexington Steele, Prince Yahshua, Rico Strong)[7]
- 2017: XBIZ Award als „Female Performer of the Year“[8]
- 2017: XBIZ Award für „Best Sex Scene — Couples-Themed Release“ zusammen mit Xander Corvus in The Switch[8]
- 2018: AVN Award für die „Best Girl/Girl Sex Scene“ zusammen mit Kissa Sins in I Am Katrina[5]
- 2018: XBIZ Award für die „Best Sex Scene — Vignette Release“ für Sacrosanct zusammen mit Charles Dera, Nigel Dictator und Tommy Gunn[9]
- 2018: XBIZ Award für das „Performer Showcase of the Year“ mit I Am Katrina[9]
- 2020: AVN Award für Best „All-Girl Group Sex Scene“ in I Am Riley mit Riley Reid und Angela White[10]
- 2022: XBIZ Award für „Best Sex Scene — Gonzo“ (Katrina Jade & Rob Piper) in Disciples of Desire 2: Thrill Seekers (Jules Jordan Video)[11]

## Filmografie (Auswahl)
- 2014: Whipped Ass (Webserie)
- 2014: Big Bodacious Knockers 11
- 2014: American Whore Story
- 2014: Beautiful Tits
- 2014: Cuckold Honeymoon 6
- 2014: Cuckold Sessions: Katrina Jade
- 2014: Hogtied 7
- 2015: Katrina Jade Swallows The Flesh Blade
- 2015: Magic Mike XXXL: A Hardcore Parody
- 2015: Big Wet Breasts 2
- 2015: Big Wet Interracial Tits 1
- 2015: Sinners Ball
- 2015: Axel Braun’s Farmer Girls
- 2015: Axel Braun’s Inked
- 2015: Black Cock Justice
- 2015: Holiday Highlight
- 2015: Massage School Dropouts
- 2015: Pussy Perks
- 2015: James Deen’s Big Boob Massage Movie 2
- 2015: This Ain’t Modern Family XXX
- 2015: Twisted Fantasies 2: Dark Desires
- 2016: Begging to Be Dominated
- 2016: Dark Secrets
- 2016: Dominance and Submission
- 2016: Hitachi and Killer Heels
- 2016: Supergirl XXX – An Axel Braun Parody
- 2016: The Switch
- 2016: Getyourkneesdirty: Katrina Jade
- 2016: Getyourkneesdirty: Noelle Easton, Katrina Jade, Luna Star
- 2016: Girl On Girl Oil Wrestling
- 2016: Girls of Bang Bros 55: Katrina Jade
- 2016: Pornstar Fantasy 3
- 2016: Suckers – Episode 001 – Katrina Jade
- 2017: American Daydreams
- 2017: Axel Braun's Busted
- 2017: Brett Rossi's Schoolgirl Massacre
- 2017: Dirty Cinderella Story
- 2017: Power Bangers: A XXX Parody (Webserie, 3 Folgen)
- 2017: I Am Katrina
- 2017: I Am Katrina Ep. 3: My TS Crush
- 2017: Justice League XXX: An Axel Braun Parody
- 2017: Lovin' the Pussy
- 2017: My Killer Girlfriend
- 2017: Sacrosanct
- 2017–2019: Swallowed 12, 30
- 2017: Very Adult Wednesday Addams 2
- 2018: Brazzers House 3 (Webserie, 6 Folgen)
- 2018: Girls' Trip Part 1
- 2019: Hot Times with Katrina Jade
- 2018: No More Fairy Tales
- 2018: I Know Who You Fucked Last Halloween
- 2018: Tonight's Girlfriend 76
- 2018: Showcases Chapter 1
- 2019: Black & White 16
- 2019: Cum And Paste
- 2019: Girls Who Deep Throat 4
- 2019: Katrina's Private Party
- 2019: Trans Glam
- 2019: Triple Suck Off with Lena, Sofi, and Katrina
- 2020: American Whore Story One
- 2020: Day With A Pornstar: Katrina Jade
- 2020: Katrina Jade's Anal Riot
- 2020: Katrina Jade: Rough Pussy Punishment
- 2020: Katrina's Kitchen Cock
- 2020: Pornstar Therapy 4
- 2020: Swinger Fantasy
- 2020: What A Rack
- 2020: Wicked Facials
- 2021: Disciples of Desire 2: Thrill Seekers
- 2021: Overworked Titties 12
- 2021: TS Casey Kisses Takes Katrina Jade
- 2022: Day With A Pornstar 8
- 2023: Twinkle, Twinkle Anal Stars
- 2024: Hardcore Goth Chicks 2
- 2024: Hot And Mean 33
- 2024: Super Sluts